# Sé (Vas)
Sé est un village et une commune du comitat de Vas en Hongrie.